# Lexemuel Ray Hesler
Lexemuel Ray Hesler (Veedersburg, 20 de fevereiro de 1888 – 20 de novembro de 1977) foi um botânico norte-americano.

## Publicações
- Mushrooms of the Great Smokies (1960),
- Manual of Fruit Diseases com Herbert Hice Whetzel (1877-1944) (1917),
- Species of Hygrophorus  com Alexander Hanchett Smith (1904-1986)
- Species of Crepidotus (1965).